# 動作角色扮演遊戲
動作角色扮演遊戲（簡寫為「A-RPG」或「ARPG」）是電子遊戲類型的其中一種。意指將動作遊戲、角色扮演遊戲（RPG）和冒險遊戲的要素合併的作品。大部分此类型是要让玩家通过操作来击杀所有敌人。
具體上來說，基本型是具備使角色成長繼續冒險的RPG要素、對於戰鬥場景的動作性處理（非選項式戰術，考慮到操作時差等的處理）、解決隱藏謎題或機關的冒險遊戲要素等。尤其是多半會稱能夠平順地連接這些場景的遊戲為「動作角色扮演遊戲」。戰鬥場景以即時方式（real time）進行，但移動畫面等需要作切換處裡的遊戲容易只被稱作「角色扮演遊戲」。
另外，特魯內克大冒險之類的探索遊戲（Roguelike）在畫面構成與操作方式上容易被會誤解成ARPG，但是因為不具有動作遊戲的要素在，分類於此並不適當。

## 概要
"active role-playing game"是在1980年代後半的電腦雜誌由山下章等人為中心所使用的類型標記，其与1980年代前半的主流「自由度高，但故事展開平淡、操作方法複雜的RPG」相对。
1980年代「active role-playing game（以下稱Active RPG）」和「action role-playing game」寫法同時存在著，不過前者漸漸地不被使用。
動作角色扮演遊戲和動作冒險遊戲之間的分水嶺並不容易界定，不過通常有經驗值的稱為「～角色扮演遊戲」，沒有的稱為「～冒險遊戲」。

## 歷史背景
最早定義出Active RPG的遊戲是《Hydlide》（T&E SOFT），和過去出現的「類ARPG遊戲」劃分了界線。Active RPG誕生的背景是，1984年電腦遊戲業界當時的個人電腦並未內建軟碟機，而外部紀錄裝置是用卡式磁帶。因此幾乎所有的遊戲每1次都只能從卡式磁帶讀取出64K位元組而讓遊戲進行下去。RPG需要有軟碟機的隨機存取，但由BPS發售的《The Black Onyx》，證明了卡式磁帶也能夠製作RPG。
此後一口氣引起了RPG風潮，不過正因為有『為了玩角色扮演遊戲必須先看故事文章先進行冒險部分。』之格言，由南夢宮（現在的萬代南夢宮娛樂）發售《迷宮塔》造成玩家希望RPG轉變成動作遊戲之影響。在此背景下誕生的就是《Hydlide》。
後來各家公司探索Action RPG新的方向性，首先脫穎而出的是日本Falcom的《Dragon Slayer》系列。第2代《Xanadu》以後動作拼盤性質強烈的該系列，和《Hydlide》同樣作為Action RPG受到好評。
現在的ARPG被類型名稱所束縛，從「RPG派視為困難、動作遊戲派視為簡單」的評價來看，也被認為有一般玩家會迴避的傾向。
由于早期人类技术能力不发达，不能作出一个更加全面的游戏，只能局限于强化某一部分或几部分特点，所以为强化动作与所谓的rpg部分的游戏生造了一个名曰ARPG的游戏类型。

## 代表作品
Hydlide
日本ARPG的先驅。採用依照等級不同，獲得經驗值會改變的系統，實現了獨特的遊戲平衡。生命值（HP）減為0時會回復到最大值的『蘇生藥（生き返りの薬）』成為同類型的標準道具。
Xanadu
可以打倒的怪物數量有所限制，必須隨時管理經驗値與資金。拼盤要素強烈的作品。
伊蘇系列
Hydlide的進化系（雖然是別家公司的作品）。採用依照等級不同獲得經驗值會改變的系統，使玩家經常處於適當的等級程度來進行遊戲，實現了獨特的遊戲平衡。
聖劍傳說
與《薩爾達傳說》類似，不過差別在於成長的要素相當顯著。第2代以後加入了能夠複數人同時遊戲的獨特要素。
BUSHI青龍傳～二人的勇者～
「自己行動1次，敵人也行動1次」，將探索遊戲的要素和動作部分融洽地結合在一起。
王國之心
雖然有以打倒敵人來成長的概念，不過比起一般RPG而言動作遊戲的要素更為濃厚。
魔物獵人（Monster Hunter）
沒有等級的概念在，角色的能力只依照武器、防具所決定。
暗黑破壞神系列（Diablo）
最受歡迎的ARPG之一，美式ARPG的代表。整作中貫徹了隨機思想，特色的技能樹系統被之後的很多遊戲借鑒。